# Nicolette Larson
Nicolette Larson (Helena, 17 luglio 1952 – Los Angeles, 16 dicembre 1997) è stata una cantante statunitense.

## Biografia
Il suo primo album è stato Nicolette, pubblicato nel 1978, mentre l'ultimo inciso prima della scomparsa è stato Sleep, Baby Sleep, che risale al 1994. La sua canzone più famosa è stata probabilmente la cover di Lotta Love di Neil Young.
Nel 1988 compare in una scena del film I gemelli, eseguendo il brano I'd Die for this Dance insieme a Jeff Beck, Terry Bozzio e Tony Hymas.
In Italia è ricordata per aver cantato al Festival di Sanremo 1990 la versione in inglese della canzone Io e mio padre di Grazia Di Michele e per la canzone Let Me Be the One (inserita nell'album Shadows of Love), che faceva parte della colonna sonora del film Renegade - Un osso troppo duro.
È morta a Los Angeles il 16 dicembre 1997 a soli 45 anni per le complicazioni di un edema cerebrale.

## Discografia
- 1978 - Nicolette
- 1979 - In the Nick of Time
- 1979 - Live at the Roxy (Promo)
- 1981 - Radioland
- 1982 - All Dressed Up & No Place to Go
- 1985 - ...Say When
- 1986 - Rose of My Heart
- 1987 - Shadows of Love
- 1994 - Sleep, Baby, Sleep
- 1999 - The Very Best of Nicolette Larson
- 2006 - A Tribute to Nicolette Larson: Lotta Love Concert
- 2006 - Live at the Roxy (da un concerto del 1979)